# Casa Amatller
La Casa Amatller est un bâtiment moderniste catalan de Barcelone construit par Josep Puig i Cadafalch en 1898 sur commande du chocolatier Antoni Amatller pour y établir sa résidence. Le bâtiment est construit sur la base d'un édifice de 1875. Avec la Casa Batlló — qu'elle jouxte — et la Casa Lleó Morera, elle représente les trois bâtiments les plus importants du célèbre pâté de maisons Illa de la Discòrdia.